# Elliot Kebbie
Elliot Kebbie (Huddersfield, Inglaterra, 11 de septiembre de 1994) es un futbolista inglés. Juega de defensor y su equipo actual es el Sandefjord de la Primera División de Noruega.

## Clubes
| Club                 | País       | Año         | PJ | Goles |
| -------------------- | ---------- | ----------- | -- | ----- |
| Salford City         | Inglaterra | 2015        |    |       |
| Bradford Park Avenue | Inglaterra | 2015 - 2016 | 1  | 0     |
| Sandefjord           | Noruega    | 2017        | 8  | 0     |